# 日本萊茵

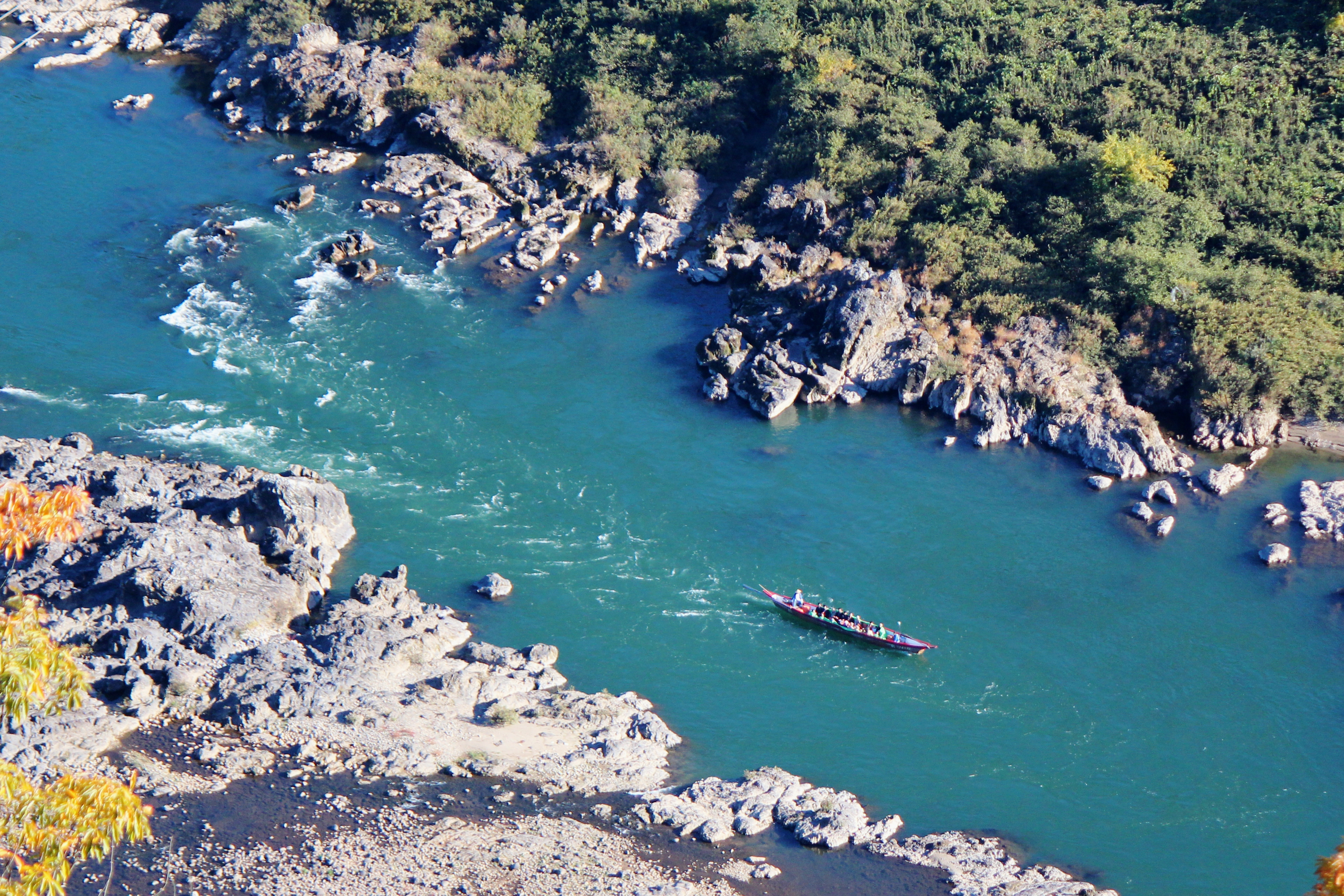
日本萊茵遊覽船

日本萊茵（日语：日本ライン，にほんライン）是指日本岐阜縣美濃加茂市至愛知縣犬山市的木曾川沿岸峽谷的別稱，因其風景類似歐洲萊茵河景觀，而由志賀重昂命名。在過去曾有行駛在這一河段的遊船。現在遊客仍可通過泛舟遊覽日本萊茵。

## 外部連結
- 青空文庫 （页面存档备份，存于）
  - 日本ライン （页面存档备份，存于）